# Stanno tutti bene (album)
Stanno tutti bene è il dodicesimo album in studio solista del rapper Bassi Maestro, uscito il 14 febbraio 2012.

## Descrizione
La scelta della data ha una particolarità, spiegata direttamente dal rapper milanese sul suo sito ufficiale: l'album esce nello stesso giorno di apertura del 62º Festival della Canzone Italiana di Sanremo, come sfida personale del rapper vista la nota paura delle major e delle piccole etichette di fronte al business commerciale di Sanremo, durante il quale spesso gli artisti preferiscono rimandare l'uscita dei propri lavori, affinché non ne risentano le vendite.
Il 14 gennaio 2012, ad un mese dalla sua uscita, sono rese pubbliche la tracklist e la cover di Stanno tutti bene.
Cover e grafica sono a cura di Mecna aka Corrado Grilli e il logo a cura di Luca Barcellona aka Lord Bean, entrambi rapper con cui Bassi Maestro ha collaborato nella sua carriera musicale. L'album è acquistabile su tutti i digital store e in cd con booklet e testi in tiratura limitata (2 000 copie), in tutti i migliori music store d'Italia, oltre ad essere ordinabile a prezzo speciale sul sito ufficiale dell'artista. Viene inoltre pubblicato anche in vinile a tiratura limitata (circa 300 copie).
Il disco vanta le collaborazioni di Gué Pequeno, membro dei Club Dogo, Ghemon (già presente nell'EP Musica che non si tocca), Salmo, L'Aura e Hernan Brando.
I beat sono prodotti tutti dal rapper milanese ad eccezione di Come sospeso nel tempo prodotta da Don Joe e Dammi indietro prodotta da Zef.
Il 16 febbraio esce il video ufficiale di Pluristellato realizzato, animato e diretto da Frank Siciliano aka Matteo Podini (Frame24), con le preziose invenzioni grafiche a cura di Corrado Grilli aka Mecna. Il 23 aprile 2012 esce il video di Hai sbagliato artista con Salmo per la regia di Alberto Salvucci.

## Tracce
1. Rap schietto – 4:10
2. Ogni giorno – 3:28
3. Lirico terrorista (feat. Gué Pequeno) – 3:01
4. Pluristellato – 3:47
5. Come sospeso nel tempo – 3:26
6. Ansia-ansia (feat. Ghemon) – 3:56
7. Quello che non siamo (feat. L'Aura) – 3:37
8. (Take It) Easy – 3:42
9. Hai sbagliato artista (feat. Salmo) – 2:59
10. Solo tu (e tu) (feat. Hernan Brando) – 4:00
11. Dammi indietro – 2:45
12. "V" come… – 3:51